# Оно што одувек желиш
Оно што одувек желиш је роман српске књижевнице Гордане Ћирјанић, први пут објављен 2010. Књига је награђен НИН-овом наградом критике 2011. Одлука о додели награде овом делу пратила је контроверза, пошто је председник жирија те године био Васа Павковић, тадашњи уредник издавачке куће „Народна књига“, која је објавила роман.
Главни јунак је Слободан, педесетогодишњи професор књижевности и некадашњи продуцент ријалити програма, који се одмара у Врњачкој Бањи, где се посвећује јединој преживелој страсти у животу, гледању телевизије. Гледајући гротескне телевизијске емисије домаћих медија и посебно уживајући у форензичарским серијама, Слободан анализира свој живот и грешке које је починио.